# صوت صفير البلبل
صَوتُ صَفيرِ البُلْبُلِ، قصيدة تنسب للأصمعي

## حكاية القصيدة
تحدى الأصمعي بها الخليفة العباسي أبا جعفر المنصور بعد أن ضيق على الشعراء فهو كان يحفظ القصيدة من أول مرة يسمعها فيها فكان يدّعي بأنه سمعها من قبل فبعد أن ينتهي الشاعر من إلقاء القصيدة يقوم الخليفة بسرد القصيدة إليه، وكان لديه غلام يحفظ القصيدة بعد أن يسمعها مرتين فكان يأتي به ليسردها بعد أن يلقيها الشاعر ومن ثم الخليفة وكان لديه جارية تحفظ القصيدة من المرة الثالثة فيأتي بها لتسردها بعد الغلام ليؤكد للشاعر بأن القصيدة قد قيلت من قبل وهي في الواقع من تأليفه. وكان يعمل هذا مع كل الشعراء، فأصيب الشعراء بالخيبة والإحباط خاصة أن الخليفة كان قد وضع مكافأة للقصيدة التي لا يستطيع سردها وزن ما كُتبت عليه ذهباً، فسمع الأصمعي بذلك فقال: «إن في الأمر مكراً وحيلة.» فأعد قصيدة منوعة الكلمات وغريبة المعاني ولَبِسَ لِباسَ الأعراب وتنكر حيث أنه كان معروفاً لدى الأمير فدخل على الأمير وقال: «إِنَ لدي قصيدة أود أن ألقيها عليك ولا أعتقد أنك سمعتها من قبل. فقال له الأمير هات ما عندك، فألقى عليه قصيدة صوت صفير البلبل وبعد انتهائه من قول القصيدة لم يستطع الخليفة أن يذكر شيئا منها.
ثم أحضر غلامه فلم يتذكر شيئاً أيضاً لأنه يحفظها بعد مرتين من سردها، ثم أحضر الجارية فهي الأخرى لم تتذكر شيئا، فقال له الخليفة: سوف أعطيك وزن لوح الكتابة ذهبًا فعلى ماذا كتبتها؟ فقال له الأصمعي: لقد ورثت عمود رخام من أبي فنقشت القصيدة عليه، وهذا العمود على جملي في الخارج يحمله عشر جنود. فأحضروه فوزن الصندوق كله. فقال الوزير: يا أمير المؤمنين ما أظنه إلا الأصمعي. فقال الأمير: أمط لثامك يا أعرابي. فأزال الأعرابي لثامه فإذا به الأصمعي. فقال الأمير: أتفعل هكذا بأمير المؤمنين يا أصمعي؟! قال: يا أمير المؤمنين قد قطعت رزق الشعراء بفعلك هذا. قال الأمير: أعد المال يا أصمعي. قال: لا أعيده. قال الأمير: أعده. قال الأصمعي: بشرط. قال الأمير: فما هو؟ قال: أن تعطي الشعراء على قولهم ومنقولهم. قال الأمير: لك ما تريد.»

## نسبة القصيدة للأصمعي
يشكُّ النُقّاد في صحة نسب هذه القصيدة إلى الأصمعي لِما فيها من أخطاء لغوية وضياع الوزن، كما أنه روى أهل التاريخ أنّ الأصمعي اتصل بالخليفة هارون الرشيد وكان من ندمائه، ولم يرد أبدًا أنه كان من جلساء المنصور؛ ولو وقع ذلك حقًّا لذكره المؤرخون، فقد ولد الأصمعي سنة 121هـ، وتولى المنصور الخلافة من سنة 136 هـ حتى 158هـ، فيكون الأصمعي أدرك عهده في أول شبابه. وبناءً على سيرته فإنه في هذا الوقت كان يحصّل العلم ويجمع الأخبار ويلتقي الأعراب، ولم يكن بعدُ متصلًا بأحدٍ من الأمراء أو الخلفاء. ذُكر أيضاً أن القصيدة ركيكة. ولم يَروِها أحدٌ إلا في كتاب إعلام الناس بما وقع للبرامكة مع بني العباس لمؤلفه محمد بن دياب الإتليدي وهو قاصّ مجهول وليس له إلا هذا الكتاب.

## وصلات خارجية
- صوت صفير البلبل على موقع بوابة الشعراء.
- صوت صفير البلبل على موسوعة الديوان الشعرية.